# Орлов, Мстислав Александрович
Мстислав Александрович Орлов — советский хозяйственный, государственный и политический деятель.

## Биография
Родился в 1921 году в Тамбове. Член КПСС.
С 1941 года — на хозяйственной, общественной и политической работе. В 1941—1980 гг. — рабочий на заводе № 204 в Котовске, начальник отдела, начальник цеха, директор Тамбовского анилинокрасочного завода, директор Тамбовского химического комбината, директор производственного объединения «Пигмент».
Делегат XXIV съезда КПСС.
Умер в Тамбове в 2006 году.